# ويندي موراي
ويندي موراي (بالإنجليزية: Wendy Murray)‏ هي كاتبة مذكرات ومؤرخة أمريكية، ولدت في 1956.